# Perfluoroktansulfonater
Perfluoroktansulfonater, kendt som PFOS, er en gruppe flour-holdige organiske forbindelser. Stofferne har sumformlen C8F17SO2X hvor X kan stå for OH, metalsalte (O-M+), halogenider, amider eller andre derivater herunder polymerer. Den simpleste PFOS er perfluorooctansulfonsyre (C8F17SO2OH).
Stofferne er giftige og nedbrydes kun meget langsomt i naturen og betegnes som “evighedskemikalier”. I stedet for at nedbrydes, er der en potentiel fare for ophobning i fødekæderne.

## Historie og anvendelser
3M begyndte i 1949 at producere perfluorooctansulfonfluorid (C8F17SO2F, POSF). Stoffet og andre PFOS-stoffer blev brugt til pletafvisende imprægneringsvæsker til tekstiler. PFOS-stoffer var således det virksomme stof i 3M's produktserie Scotchgard som omsatte for 300 millioner dollar i 2000. PFOS fik også mange anvendelser inden for elektronik, brandslukningsskum, fototeknik, hydrauliske væsker, tekstiler og andet.

## Egenskaber
C8F17-delen i PFOS er hydrofobisk og lipofobisk ligesom andre fluorcarboner, mens sulfonsyre/sulfonat-gruppen tilføjer polaritet. PFOS er en usædvanlig stabil forbindelse i både industrielle applikationer og i miljøet på grund af virkningen af carbon-fluorbindingerne. PFOS er en fluor-surfaktant som sænker overfladespændingen mere end kulbrinte-surfaktanter gør. Opmærksomheden er typisk fokuseret på den ligekædede isomer (n-PFOS), der er dominerende i kommercielle blandinger og miljøprøver, men der er 89 lineære og forgrenede congenere, der forventes at have forskellige fysiske, kemiske og toksikologiske egenskaber.

## Regulering
PFOS blev i maj 2009 optaget i anneks B i Stockholm-konventionen om persistente organiske miljøgifte hvilket betyder at de tilsluttede lande er forpligtet til at træffe foranstaltninger til at begrænse produktion og anvendelse af stoffet.
EU forbød de fleste anvendelser af PFOS i 2006 med en grænseværdi på 0,005 % målt på masse, men nogle industrielle anvendelser af PFOS (f.eks.fotolitografi, dughindrende middel ved ikkedekorativ hårdforkromning, hydraliske væsker i luffart) var undtaget. I 2010 blev PFOS underlagt regulering for persistente organiske forurenere og grænseværdien blev nedsat til 0,001 % målt på masse (10 mg/kg). I Danmark er den eneste tilladte anvendelse i dag som dughindrende middel ved ikkedekorativ hårdforkromning i lukkede systemer. Artikler med PFOS som er taget i brug før 25. august 2010 må dog fortsat anvendes. Brug af brandslukningsskum med PFOS blev forbudt fra 27.juni 2011.